# Adonara
Adonara és una illa de les Illes Petites de la Sonda d'Indonèsia, situada a l'est de l'illa de Flores, a les illes Solor. A l'est hi ha Lembata, antigament coneguda com a Lomblen. Adonara és la més alta de les illes de l'arxipèlag, aconseguint una altitud de 1.659 metres, i té una superfície de 509,6 km². Es troba a la província de les Illes Petites de la Sonda Orientals.